# Хазрет Султан (мечеть)
Хазре́т Султа́н (каз. Әзірет Сұлтан мешіті) — мечеть в Астане.

## Наименование
По предложению Нурсултана Назарбаева мечеть назвали «Хазрет Султан», что означает «Святейший Султан». Как известно, «Хазрет Султан» — один из эпитетов суфийского шейха Ходжи Ахмеда Ясави, автора «Диван-и Хикмет», чей мавзолей находится в Туркестане.

## Строительство
Строительство мечети было начато в Астане в июне 2009 года. В разные периоды было задействовано от 1000 до 1500 человек. 6 июля 2012 года в 12:30 состоялось открытие мечети, которая пополнила список уникальных объектов столицы.

## Характеристики
Здание построено в классическом исламском стиле с применением традиционных казахских орнаментов. Расположенная на правом берегу реки Есиль мечеть соседствует с Дворцом мира и согласия и монументом «Қазақ Елі». Она может вместить пять тысяч молящихся, а в праздничные дни — до 10 тысяч человек. Площадь всей мечети Хазрет Султан составляет свыше 11 гектаров, а площадь сооружений составляет 17 700 квадратных метров. «Хазрет Султан» обладает самым большим куполом в Казахстане высотой 51 метр и диаметром в основании купола 28,1 метров. В мечети также имеется восемь малых куполов диаметрами — 10,45 и 7,6 метров, и вершинами — 33,46 и 25, 25 метров. В углах мечети размещено 4 минарета высотой 77 м. По архитектурному замыслу, храм должен увенчать 80-метровый шпиль с полумесяцем, направленным строго в сторону Мекки. В здании предусмотрены помещения для омовения и ритуала венчания, залы для чтения Корана и занятий учебно-просветительских групп.

## События
- 15 января 2012 года в мечети произошёл пожар[4][5].
- 6 июля 2012 года в 12:30 состоялось открытие мечети.

## Имамы
- С 2011 года по 2013 год главным имамом мечети «Хазрет Султан» являлся первый заместитель муфтия Духовного управления мусульман Казахстана Кайрат Жолдыбайулы.
- С 2014 года главным имамом мечети «Хазрет Султан» является Серікбай Ораз